# مره حلیم هاراهاپ
مره حلیم هاراهاپ (زاده ۲۸ فوریه ۱۹۲۱ – درگذشته ۳ دسامبر ۲۰۱۵) یک ژنرال، سیاستمدار و فرماندار اندونزیایی بود. او از سال ۱۹۶۷ تا ۱۹۷۸ فرماندار سوماترای شمالی بود. تحت رهبری او، سوماترای شمالی از جنبش ۳۰ سپتامبر رهایی یافت و یک تورنمنت فوتبال انجمنی با نام او ترتیب داد که توسط فیفا به رسمیت شناخته شد.

## اوایل زندگی
هاراهاپ در ۲۸ فوریه ۱۹۲۱ در تابوسیرا متولد شد. او چهارمین فرزند از شش فرزند جبار هاراهاپ، یک کشاورز معمولی در تابوسیرا بود.
در تابوسیرا، تنها یک مدرسه ابتدایی در روستا وجود داشت که توسط روستاییان ساخته شده بود. اگرچه مدارس ابتدایی در آن زمان شش کلاس داشتند، اما مدرسه ابتدایی روستا فقط سه کلاس داشت. هاراهاپ وارد مدرسه شد و کمی بعد، در سال ۱۹۳۹ از مدرسه فارغ‌التحصیل شد.
او آرزو داشت در «میر اویتگبراید لاگر اوندرویش» تحصیل کند، اما به دلیل کمبود بودجه والدینش، هاراهاپ تصمیم گرفت در مدان، پایتخت سوماترا در آن زمان، به دنبال کار بگردد. او به دنبال برادر بزرگترش، سیامسودین، که در آن زمان در مدان بود، رفت.

## شغل
به دلیل مشکلات حمل و نقل، هاراهاپ فقط به شهر پماتانگسیانتار رسید. او به عنوان کارگر در یک مزرعه در پماتانگسیانتار مشغول به کار شد. در ابتدا، هاراهاپ به عنوان کارمند در مزرعه درخواست داد، اما به دلیل کمبود تحصیلات، کارفرمای مزرعه درخواست او را رد کرد.
پس از چند ماه کار در مزرعه، او به مدان نقل مکان کرد. در مدان، او با سجامسوئدین زندگی می‌کرد و قصد داشت در ارتش ژاپن ثبت نام کند، که در آن زمان اشغال مدان را در اختیار داشت.

## دوران نظامی
کمی پس از استقلال اندونزی، هاراهاپ به سازمان شبه‌نظامی «باریسان پمودا» پیوست. این سازمان بعداً در نیروهای مسلح ملی اندونزی ادغام شد و در طول اولین تجاوز نظامی هلند، هاراهاپ به عنوان ستوان منصوب شد.
پس از به رسمیت شناختن حاکمیت اندونزی در سال ۱۹۴۹، هاراهاپ به ستاد نظامی در مدان منصوب شد و به عنوان افسر ستاد در ستاد منصوب شد. او بین سال‌های ۱۹۵۱ تا ۱۹۵۳ به درجه سروانی رسید.
در دوران عبدالحکیم به عنوان فرماندار سوماترای شمالی، هاراهاپ تنها پرسنل نظامی بود که می‌توانست در هر زمانی به خانه فرماندار وارد و خارج شود. عبدالحکیم رابطه نزدیکی با هاراهاپ داشت و در سال ۱۹۵۲، هاراهاپ به عنوان قاضی نظامی در کوتاراجا، آچه منصوب شد.
از سال ۱۹۴۵ تا ۱۹۶۶، هاراهاپ به سمت‌های مختلفی در ارتش منصوب شد:
- ۱۹۴۵–۱۹۵۰: فرمانده گروهان در سلات پنجانگ، فرمانده گردان در بنگکالیس، فرمانده گردان در رنگات، فرمانده نیروهای سیار چهارم ریائو در رنگات
- ۱۹۵۰–۱۹۵۲: فرمانده گردان/فرمانده میدانی در پکانبارو و فرمانده گردان در تانجونگ اوبان
- ۱۹۵۲–۱۹۵۴: رئیس ستاد هنگ در باندا آچه، فرمانده هنگ برای زیرمنطقه آچه، رئیس ستاد فرماندهی منطقه‌ای بوکیت باریسان
- ۱۹۵۹–۱۹۶۵: وابسته نظامی اندونزی برای پاکستان و ایران، معاون چهارم برای فرماندهی بین منطقه‌ای، رئیس ستاد سوماترا
- ۱۹۶۵–۱۹۶۶: بازرس کل ارتش سوم برای سوماترا

## فرماندار سوماترای شمالی

### انتخابات

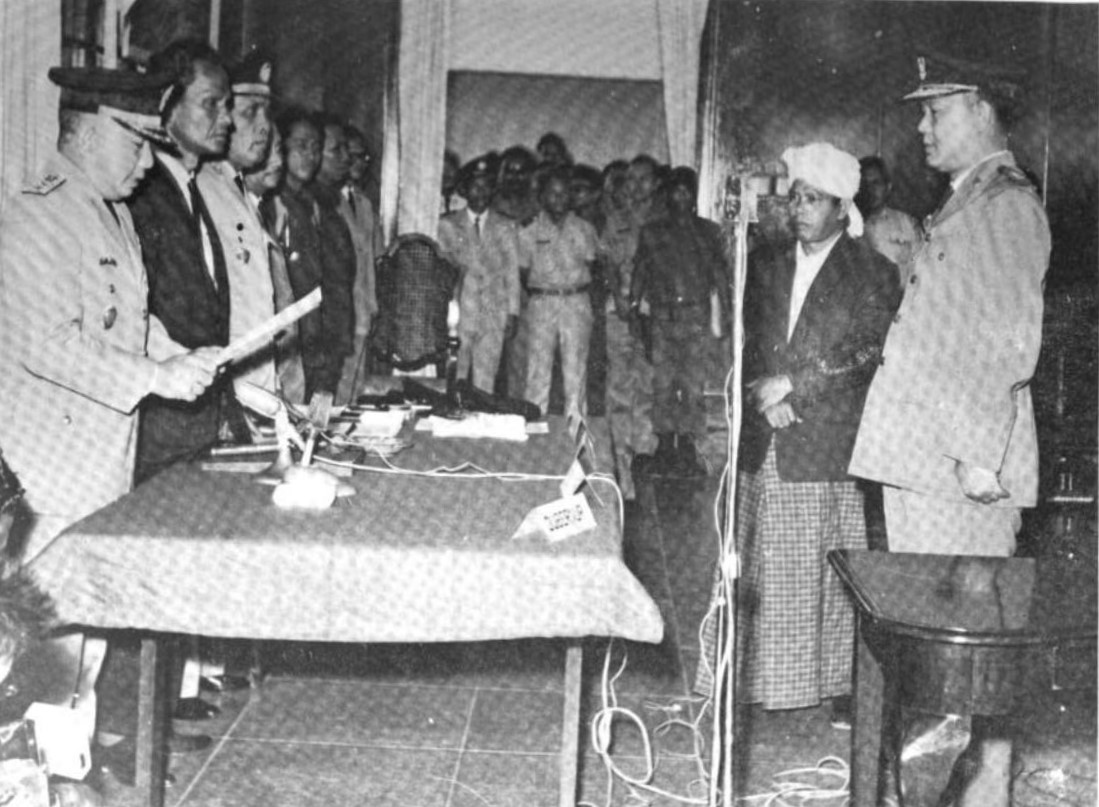
تحلیف مره حلیم هاراهاپ به عنوان فرماندار سوماترای شمالی در ۳۰ مارس ۱۹۶۷.

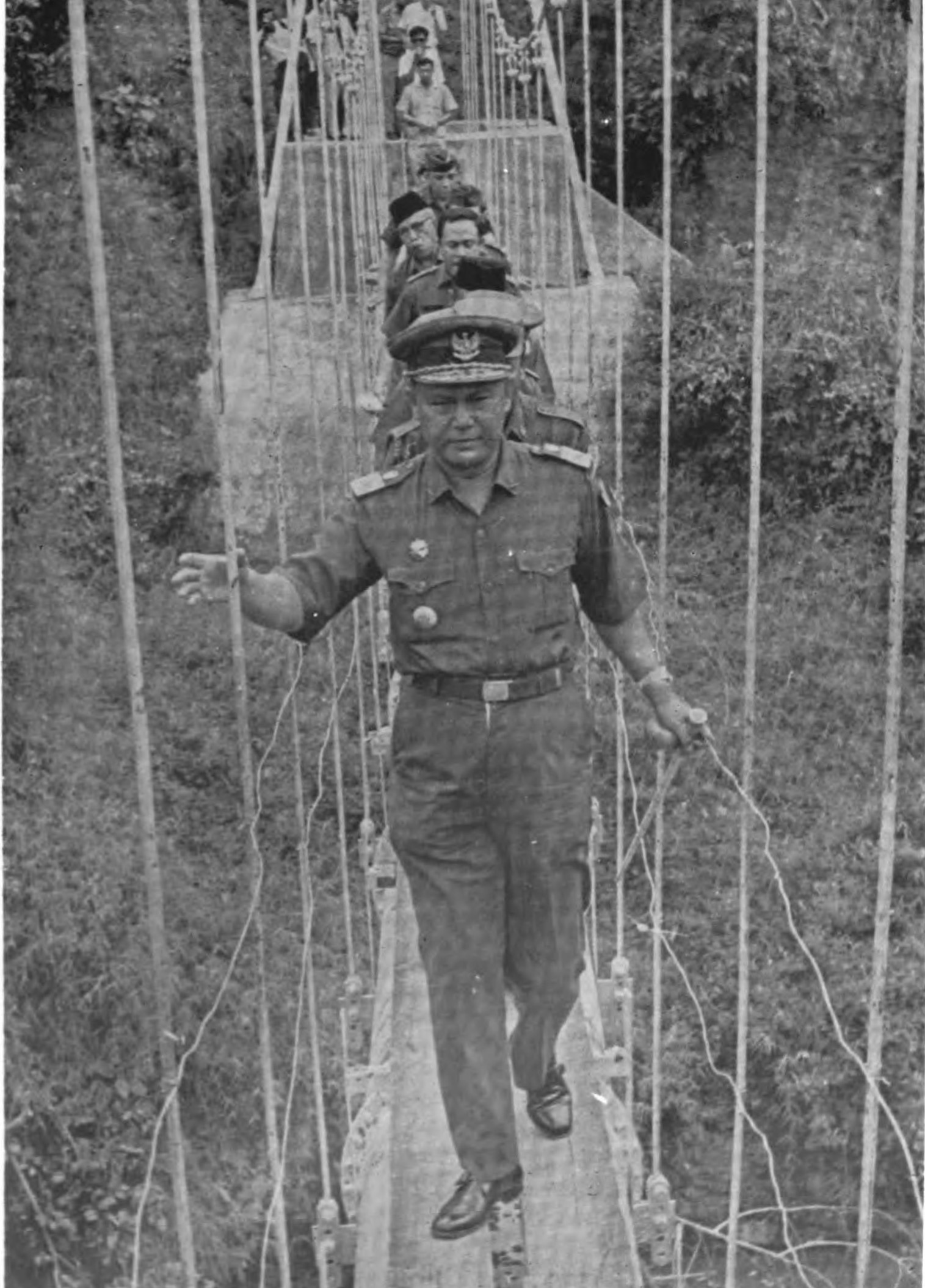
(جلو) عبور از یک پل معلق در جنوب تاپانولی.

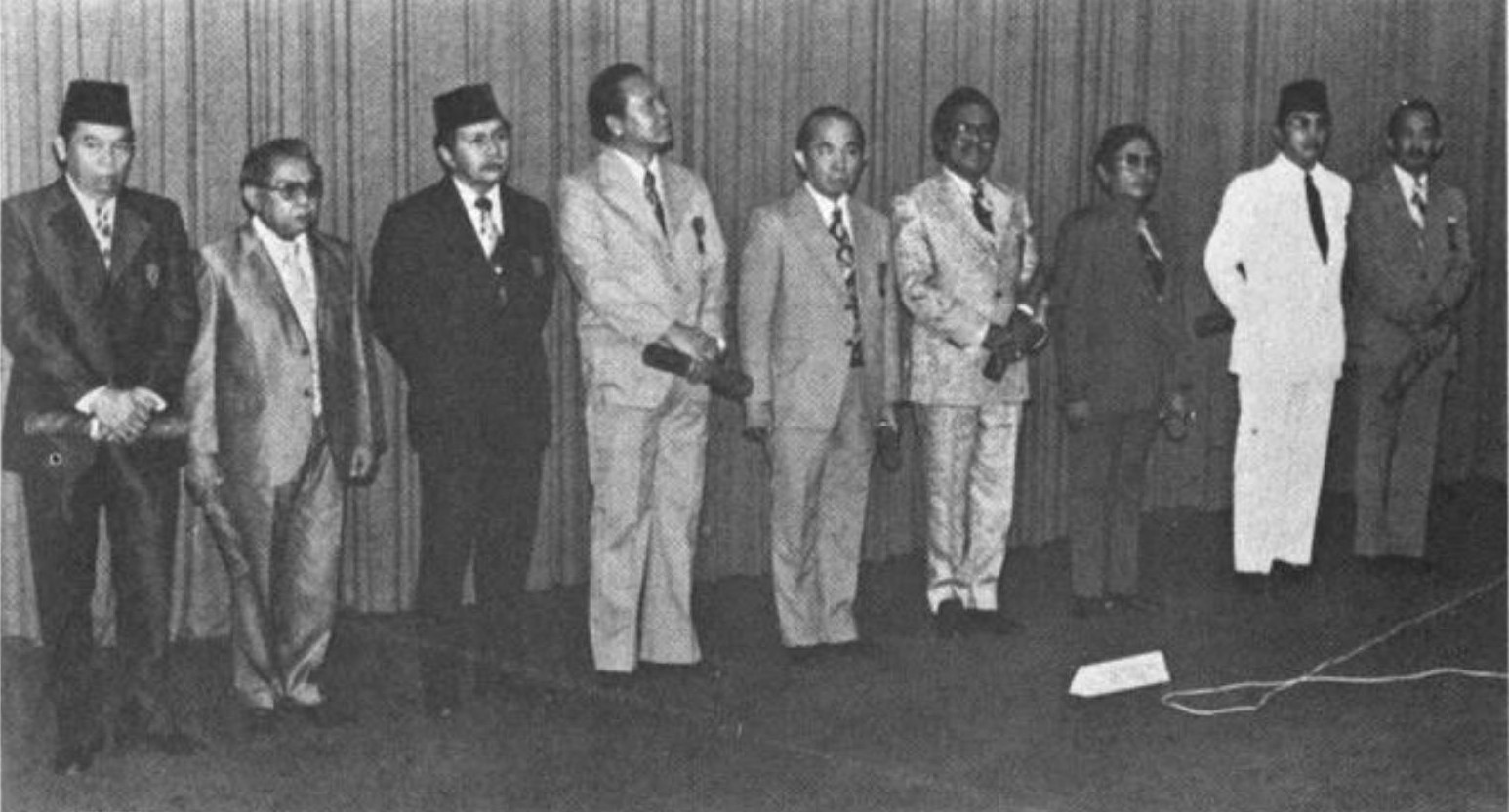
هاراهاپ (چهارمین نفر از چپ) دریافت کننده ساتیا لانکانا پمبانگونان (مدال توسعه) در سال ۱۹۷۷.

هاراهاپ توسط فراکسیون گلکار در شورای نمایندگان خلق منطقه‌ای سوماترای شمالی به عنوان فرماندار سوماترای شمالی معرفی شد. در خارج از این فراکسیون، حزب مسیحی اندونزی پاندیتا روس تلائومبانوا، فرماندار موقت قبلی سوماترای شمالی، و حزب ملی اندونزی تومپال دوریانو پرده، وزیر سابق کابینه اصلاح‌شده دویکورا را معرفی کردند.
در انتخاباتی که توسط شورای نمایندگان خلق منطقه‌ای سوماترای شمالی در ۶ فوریه ۱۹۶۷ برگزار شد، حزب ملی اندونزی تومپال دوریانو پرده را از انتخابات کنار گذاشت. هاراهاپ با ۲۴ رأی در انتخابات پیروز شد، در حالی که تلائومبانوا ۱۴ رأی کسب کرد. هاراهاپ در ۳۰ مارس ۱۹۶۷ توسط سوناندار پریجوسوئدارمو، نماینده وزارت امور داخلی، افتتاح شد. در مراسم افتتاحیه، فرماندار قبلی، تلائومبانوا، حضور داشت.
پس از پایان دوره پنج ساله اول خود، هاراهاپ به‌طور موقت به عنوان فرماندار موقت سوماترای شمالی منصوب شد تا زمانی که فرماندار جدیدی توسط شورا انتخاب شود. شورا در تاریخ ۶ نوامبر ۱۹۷۲ به اتفاق آرا مارا حلیم هاراهاپ را به عنوان فرماندار سوماترای شمالی برای دومین دوره خود انتخاب کرد. وی توسط وزیر امور داخلی در ۴ دسامبر منصوب شد.

### برنامه پنج ساله اول توسعه
بین سالهای ۱۹۶۹ و ۱۹۷۴، اولین برنامه پنج ساله توسعه در استان سوماترای شمالی به تصویب رسید. هاراهاپ سه برنامه را برای اصول اولیه دولت منطقه‌ای شمال سوماترا معرفی کرد که شامل موارد زیر است:
1. بهبود دستگاه‌های دولتی در شمال سوماترا به عنوان مجری اصلی برنامه‌های توسعه در منطقه.
2. احیا و بهبود زیرساخت‌ها و امکانات اقتصادی با هدف افزایش جریان ترافیک اقتصادی، تسریع ابزار تولید، تثبیت اقتصاد به‌طور کلی و تأمین مایحتاج روزانه جامعه.
3. تقویت توسعه ذهنی و معنوی برای بازگرداندن ارزش‌های زندگی به Pancasila و قانون اساسی ۱۹۴۵ صرفاً.

### توسعه زیرساخت‌ها
در طول حکومت او، قلمرو شمال سوماترا افزایش ناگهانی بودجه اختصاص داده شده توسط دولت مرکزی را دریافت کرد. هاراهاپ از این بودجه برای ساخت ساختمان‌های مختلف در شمال سوماترا، مانند مکان‌های ورزشی مختلف در مناطق مختلف سوماترا، یک استودیوی فیلم در سونگگال، مدان و یک سالن خبرنگاران در مدان استفاده کرد. یک استودیوی فیلم در سونگگال، مدان و یک سالن خبرنگاران در مدان.
دانشگاه شمال سوماترا، یکی از دانشگاه‌های اصلی شمال سوماترا، توسط دولت بازسازی شد. ساختمان‌های جدید در مجتمع دانشگاه، مانند سالن‌های سخنرانی، آزمایشگاه‌ها، خانه‌های استادان، خوابگاه‌های دانشجویی، ساختمان‌های شورای دانشجویی، آزمایشگاه‌های زبان و مرکز تحقیقات، توسط دولت ساخته شدند.

### جام مراح حلیم
هاراهاپ در طول رهبری خود، برگزاری یک تورنمنت بین‌المللی فوتبال در شمال سوماترا را در نظر داشت. او از مدیران سابق پی‌اس‌ام‌اس مدان، تیم فوتبال محلی مدان، یعنی کامارالدین پانگابین، تامپال دوریانس پردده و مسلم هاراهاپ دعوت کرد. هاراهاپ به آنها می‌گوید که از تورنمنت متیوسون بکر، که تورنمنتی سابق بود که در دوران هند شرقی هلند در مدان برگزار می‌شد، الهام گرفته است؛ بنابراین، پانگابین به هاراهاپ توصیه کرد که تورنمنت‌های آینده باید جام مراح حلیم نامگذاری شوند. هاراهاپ و دیگران با توصیه پانگابین موافقت کردند و به زودی، مقدمات این تورنمنت آغاز شد.
هاراهاپ سپس به تامپال دورینوس پردده دستور داد تا هتل‌هایی در سطح بین‌المللی در مدان و پاراپات برای اقامت بازیکنان در جام مراح حلیم بسازد. اولین جام مراح حلیم در ۷ آوریل ۱۹۷۲ در مدان، سوماترای شمالی برگزار شد. تیم‌های بین‌المللی از سنگاپور، مالزی، تایلند، برمه و هنگ کنگ، در دومین دوره مسابقات که در سال ۱۹۷۳ برگزار شد، شرکت کردند.

### سازمان دولتی
هاراهاپ چندین سیاست را برای بازسازی سازمان دولتی سوماترای شمالی تصویب کرد. به عنوان مثال، وضعیت اداره ویژه امور اجتماعی و سیاسی به دفتر امور اجتماعی و سیاسی ارتقا یافت. این دفتر به فرماندار مشاوره می‌داد و امور اجتماعی را اداره می‌کرد. شهردار وهاب عبدی این سمت را به عنوان رئیس دفتر امور اجتماعی و سیاسی منصوب کرد.
هاراهاپ سمت‌های جدیدی را در دولت سوماترای شمالی ایجاد کرد. سمت منشی شخصی فرماندار ایجاد شد و لقمان احمدی، دستیار ویژه سابق فرماندار، به این سمت منصوب شد. سمت دیگری که به عنوان فرماندار جوان شناخته می‌شود، برای کمک به فرماندار ایجاد شد. جمال الدین تامبونان، دبیر منطقه‌ای سوماترای شمالی، به عنوان فرماندار جوان منصوب شد. او موظف بود هر زمان که هاراهاپ برای سفر کاری می‌رود، جایگزین سمت هاراهاپ شود.

## مرگ
از سال ۲۰۰۵، هاراهاپ دچار سکته مغزی شد. او در ساعت ۶ صبح ۳ دسامبر ۲۰۱۵، در محل سکونت خود در خیابان ساکتی لوبیس، شماره ۱۰، مدان، درگذشت.